# Konica Minolta Dynax 5D

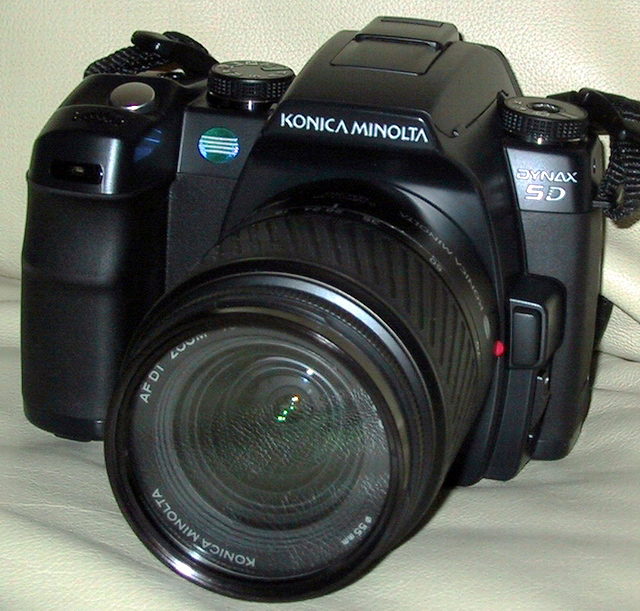
Konica Minolta Dynax 5D z kitowym obiektywem 18-70 mm AF-DT.

Konica Minolta Dynax 5D (W USA Konica Minolta Maxxum 5D, w Japonii α Sweet Digital) – lustrzanka cyfrowa produkowana przez Konica Minolta sprzedawana z kitowym obiektywem o ogniskowej 18-70 mm.
Jest mniejszą i nieznacznie uproszczoną wersją lustrzanki Dynax 7D, posiadającą wbudowaną w korpus stabilizację obrazu (Anti-Shake) współpracującą z wszystkimi obiektywami z bagnetem A, a po zastosowaniu adaptera z różnymi obiektywami manualnymi.
Obiektywy M42 montowane są za pośrednictwem prostego, metalowego adaptera nie tracąc na jakości. Manualne obiektywy Minolty wymagają znacznie droższego adaptera z soczewką korygującą wprowadzającą dodatkowe zniekształcenia.
Używa kart pamięci CompactFlash (Typu I i II), Microdrive o pojemności do 8 GB.
Modelem wzorowanym bezpośrednio na 5D jest lustrzanka cyfrowa α100 (DSLR-A100) produkowana przez Sony.

## Niektóre obiektywy Minolty
| Typ                              | Kąt      | Soczewki/ Grupy | Najmniejszy otwór | Listki przysłony | Minimalna odległość | Maksymalne powiększenie | Filtr | Średnica x Długość ( mm) | Ciężar |
| -------------------------------- | -------- | --------------- | ----------------- | ---------------- | ------------------- | ----------------------- | ----- | ------------------------ | ------ |
| AF DT ZOOM 4,5–5,6/11–18 mm (D)  | 104°-76° | 15/12           | 22-29             | 7                | 0,25 m              | 0,125x                  | 77 mm | 83x 80,5                 | 350 g  |
| AF DT ZOOM 3,5–5,6/18–70 mm (D)  | 76°-23°  | 11/9            | 22-36             | 7                | 0,38 m              | 0,25x                   | 55 mm | 66 x 77                  | 240 g  |
| AF DT ZOOM 3,5–6,3/18–200 mm (D) | 76°-8°   | 15/13           | 22-40             | 7                | 0,45 m              | 0,27x                   | 62 mm | 73 x 85,5                | 407 g  |